# Валания
Валания или Лубинища, Лубиница (на гръцки: Βαλάνια, до 1927 година: Λούμπινστα, Лубинста, Λουμπενίτσα, Νουμπενίτσα) е бивше село в Република Гърция, в дем Дескати на област Западна Македония.

## География
Селото е било разположено на 620 m надморска височина, на географската граница на Македония с Тесалия. Намирало се е на около 40 km югоизточно от град Гревена, на около 3 km югоизточно от днешното село Трифили и 4 km южно от село Катакали. На юг граничи с тесалийските села Аспроклисия и Псилома.
От селото са оцелели църквите „Успение Богородично“ и „Свети Георги“.

## История

### В Османската империя
В края на ХІХ век Лубинища е влашко християнско село в югоизточния край на Гревенската каза на Османската империя. След присъединяването през 1881 година на Тесалия към Кралство Гърция то става гранично селище на няколко километра от гръцката граница. 
Според статистика на Серфидженския санджак на гръцкото консулство в Еласона от 1904 година в Лубиница (Λουμπινίτσα), Гревенска каза, живеят 60 гърци влахофони, от които никой не се румънее.
Според гръцка атинска статистика от 1910 година в Лубиница (Λουμπινίτσα) живеят 103 православни гърци.

### В Гърция
През Балканската война в 1912 година в селото влизат гръцки части и след Междусъюзническата в 1913 година Лубинища влиза в състава на Кралство Гърция. През 1913 година при първото преброяване от новите власти в Лубинста (Λούμπινστα) са регистрирани 94 жители.
През 1927 година името на селището е сменено на Валания.
Селото се разпада през 1940-те години по време на Втората световна война и Гражданската война.
| Година    | 1913 | 1920 | 1928 | 1940 | 1951 | 1961 | 1971 | 1981 | 1991 | 2001 | 2011 | 2021 |
| --------- | ---- | ---- | ---- | ---- | ---- | ---- | ---- | ---- | ---- | ---- | ---- | ---- |
| Население | 94   | 104  | 27   | 23   | 8    |      |      |      |      |      |      |      |